# Here We Go Again (album de Demi Lovato)
Pour les articles homonymes, voir Here We Go Again.
Albums de Demi Lovato
Don't Forget
(2008) Unbroken
(2011)
Singles
Here We Go Again est le deuxième album de la chanteuse et actrice américaine Demi Lovato. Cet opus est sorti le 21 juillet 2009 sous le label de Hollywood Records. Demi a coécrit la majorité des chansons sans aucune aide des Jonas Brothers. Cet opus a été produit par de nouveaux producteurs comme Aris Archonitis, Gary Clark, Adam Dodd, John Fields, Jon McLaughlin, Jeannie Lurie, et Anne Preven. Le chanteur et compositeur John Mayer a aussi contribué à l'écriture de la chanson World Of Chances. Au niveau musical, Here We Go Again comporte des chansons aux tonalités pop rock et power pop avec un peu d'acoustique et de soul. les paroles parlent d'amour, d'indépendance et de liberté.
L'album a reçu beaucoup de critiques positives pour ses tonalités et ses mélodies, un mix de vrai rock et de vraie pop avec des soupçons de soul et d'acoustique. Here we go again est arrivé à la première place du top billboard 200 en se vendant à plus de 108 000 copies dès la première semaine. L'opus est arrivé dans le Top 30 dans plusieurs pays comme la Grèce, l'Espagne, la Nouvelle-Zélande et le Canada. En août 2011, l'album s'est écoulé à plus de 450 000 copies aux États-Unis et à plus de 40 000 au Brésil, ce qui fait qu'il a été certifié Disque d'or au Brésil.

## L'album

### Contexte

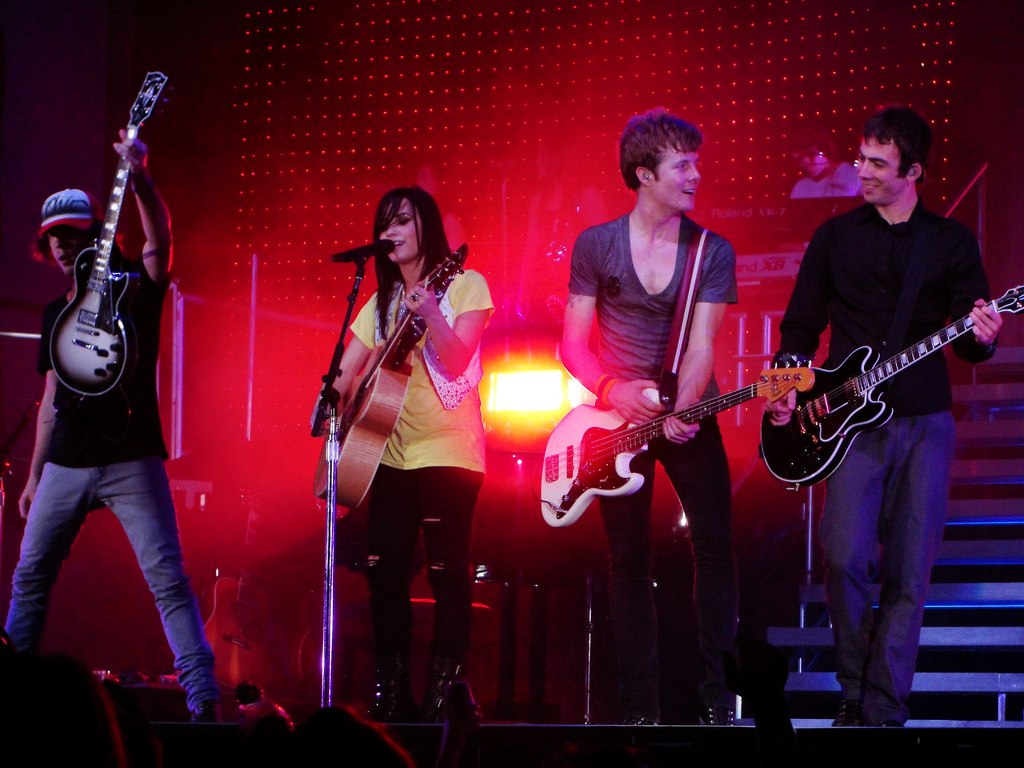
Demi et son groupe sur scène.

Demi avait prévenu ses fans que ce nouvel opus aurait un tout nouveau son. Contrairement au Rock qu'elle a utilisé pour son premier opus Don't Forget, elle préfère faire un rock un peu plus comme John Mayer. Elle a précisé que son premier album avait un son trop ressemblant à celui des Jonas Brothers vu qu'ils l'ont aidé à écrire la majorité des chansons. Demi a travaillé avec ses idoles John Mayer et Jon McLaughlin pour l'écriture de cet album. Toutes ces nouvelles chansons ont été chantés par Demi pendant sa tournée d'été en 2009. Le 23 juin 2009 est sortie le premier single phare Here We Go Again qui est arrivé à la 15e place et le deuxième single Remember December qui est arrivé à la 80e place du Top Hot 100.
D'après Lovato, cet album est beaucoup plus mature que le précédent dans lequel elle écrivait des chansons s'inspirant de ses ruptures et de ses peines de cœurs. Dans cet opus, c'est un peu plus vaste et évoque le pouvoir féminin notamment dans des chansons comme Everytime You Lie ou U Got Nothin' On Me. Les critiques l'ont pris plus au sérieux et sentent qu'il y a une évolution positive par rapport au premier album. En ce qui concerne le thème musical, Demi a déclaré vouloir faire un peu moins de rock mais beaucoup plus de pop et du power pop ainsi que du Rn'B. Elle y a rajouté un petit grain de soul.

## Composition
La première chanson de l'album est Here We Go Again et est l'une des deux seules chansons de l'album qui na pas écrite par Demi. Elle parle d'un couple qui vont dans le style "Je t'aime, moi non plus" et Demi l'a voulait à tout prix dans son album et comme titre de l'opus car elle voulait changer un peu de registre dans le domaine des sons, elle ne voulait pas faire seulement du pop rock, elle voulait rajouter un petit peu de soul. La deuxième chanson "Solo" est la deuxième chanson de l'album et parle de l'un des ex de Demi, elle explique comment elle l’aimait mais aussi comment il a réussi à lui donner envie de partir et de le quitter.
La troisième chanson U Got Nothin On Me est l'une de celles que Demi adore chanter sur scène et montre un côté très « Femme indépendante » qui illustre une fille qui sait que son copain n'est pas fidèle mais qui s'en fiche et devient plus forte grâce à la souffrance qui lui a fait. La quatrième chanson « Falling Over Me » est un morceau que Demi a coécrit avec son Jon McLaughlin décrit un vrai coup de foudre entre deux personnes dès le premier regard. La cinquième chanson est Quiet et décrit une jeune fille et un jeune homme qui ne font régner que du silence lorsqu'ils sont ensemble parce qu'ils ont des sentiments l'un pour l'autre.
La sixième chanson de l'album est Catch Me et un morceau que Demi a écrit, composé et produit. C'est l'un des morceaux préférés de la critique qui souligne le talent de Lovato, ce morceau a été écrit, d'après cette dernière en seulement quelques minutes pendant une soirée: « Comme vous pouvez le voir, les paroles sont très simples mais elles sont assez puissantes car elles sont entraînées avec une mélodie tellement relaxante ». Le septième morceau Everytime You Lie a été coécrit avec Jon McLaughlin et est l'un des morceaux préféré de Demi, il décrit une fille qui voit clair dans le jeu que son petit ami fait, c'est une autre chanson du style Femme indépendante qui montre la force qu'une fille peut avoir dans le couple même si c'est elle qui se fait larguer.
Stop The World est un morceau écrit par Lovato et Nick Jonas qui montre une relation amoureuse très forte mais qui ne peut pas se faire car ils doivent toujours rester cachés. Got Dynamite et World Of Chances ont été coécrits avec John Mayer et montre des histoires d'amour assez originales dans leur ensemble. Remember December est la chanson préférée de Demi, "Everything You're Not" est une autre chanson du style Femme Indépendante et Gift Of A Friend est une chanson dédiée aux studios Disney. Dans cet opus figure aussi la chanson officiel de la série Sonny : So Far, So Great et en bonus, il y a Shut Up & Love Me qui a aussi été coécrit avec John Mayer.

### Singles
- "Here We Go Again" est le tout premier single de l'album sorti le 23 juin 2009 faisant ses débuts à la 59e  au Billboard Hot 100 pour monter en flèche en arrivant à 15e place, ce qui est devenu le pic le plus élevé d'une chanson solo de Lovato à l'époque[1]. La chanson a eu généralement des critiques positives, avec des critiques la comparant à Kelly Clarkson[2],[3],[4]. Le clip a été réalisé par Brendan Malloy et Tim Wheeler[5] qui a été diffusé pour la première fois le 26 juin 2009 sur Disney Channel juste après l'avant première de Princess Protection Program où Demi tient un des deux rôles principaux.  Le single a été vendu plus de 820 000 exemplaires et a été certifié or aux États-Unis[6].
- "Remember December" est le deuxième et dernier single de l'album et est sorti le 18 janvier 2010.  La chanson a reçu des critiques généralement positives de la critique[7],[8]. Le clip été réalisé par Tim Wheeler où on peut voir ses partenaires dans Camp Rock 2: Chloe Bridges, Meaghan Martin et Anna Maria Perez de Tagle.

## Pistes
| No  | Titre                 | Auteur                                    | Producteur(s) | Durée |
| --- | --------------------- | ----------------------------------------- | ------------- | ----- |
| 1.  | Here We Go Again      | Isaac Hasson, Lindy Robbins, Mher Filian  | SuperSpy      | 3:46  |
| 2.  | Solo                  | Scott Cutler, Anne Preven, Demi Lovato    | John Fields   | 3:15  |
| 3.  | U Got Nothin' On Me   | Hasson, Filian, Lovato                    | SuperSpy      | 3:38  |
| 4.  | Falling Over Me       | Jon McLaughlin, Lovato, Fields            | Fields        | 4:06  |
| 5.  | Quiet                 | Cutler, Preven, Lovato                    | Fields        | 2:45  |
| 6.  | Catch Me              | Lovato                                    | Fields        | 3:10  |
| 7.  | Every Time You Lie    | McLaughlin, Fields, Lovato                | Fields        | 3:49  |
| 8.  | Got Dynamite          | Gary Clark E., Kidd Bogart, Victoria Horn | Clark         | 3:25  |
| 9.  | Stop The World        | Nick Jonas, Lovato, PJ Bianco             | Fields        | 3:34  |
| 10. | World Of Chances      | John Mayer, Lovato                        | Fields        | 2:51  |
| 11. | Remember December     | Fields, Lovato, Preven                    | Fields        | 3:12  |
| 12. | Everything You're Not | Toby Gad, Robbins, Lovato                 | Fields        | 3:43  |

| 13. | Gift of a Friend | Adam Watts, Andy Dodd, Lovato             | Dodd, Watts              | 3:25 |
| 14. | So Far, So Great | Aris Archontis, Jeannie Lurie,Chen Neeman | Archontis, Neeman, Lurie | 2:15 |

## Nominations et Récompenses
| Year | Award                    | Category           | Work               | Result     |
| ---- | ------------------------ | ------------------ | ------------------ | ---------- |
| 2010 | Hollywood Teen TV Awards | "Best Album"       | "Here We Go Again" | Lauréat    |
| 2010 | Teen Choice Awards       | "Choice Pop Album" | "Here We Go Again" | Nomination |

### Classement
| Chart (2009–12)                                 | Peak position |
| ----------------------------------------------- | ------------- |
| Australie Classement album                      | 40            |
| Argentine Classement album                      | 10            |
| Belgique Classement album (Flanders)            | 88            |
| Belgique Heatseeker Classement album (Flanders) | 3             |
| Brésil Classement album                         | 20            |
| Canada Classement album                         | 5             |
| Grèce Classement album                          | 5             |
| Italie Classement album                         | 96            |
| Japon Classement album                          | 141           |
| Mexican Albums Chart                            | 25            |
| Nouvelle-Zélande Classement album               | 10            |
| Espagne Classement album                        | 35            |
| UK Classement album                             | 199           |
| US Billboard 200                                | 1             |

### Certifications
| Pays              | Certification | Ventes    |
| ----------------- | ------------- | --------- |
| États-Unis (RIAA) | Or            | 500 000 + |
| Brésil (ABPD)     | Or            | 40 000 +  |

## International
| Pays             | Date            | Format               | Label       |
| ---------------- | --------------- | -------------------- | ----------- |
| États-Unis       | 21 juillet 2009 | CD, digital download | Hollywood   |
| Australie        | 11 août 2009    | Digital download     | Hollywood   |
| Nouvelle-Zélande | 11 août 2009    | Digital download     | Hollywood   |
| Allemagne        | 2 octobre 2009  | Digital download     | Hollywood   |
| Allemagne        | 16 octobre 2009 | CD                   | Universal   |
| Royaume-Uni      | 22 février 2010 | CD, digital download | Fascination |
| Japon            | 3 mars 2010     | CD, digital download | Avex Trax   |